# Hold Tight (chanson de Madonna)
Singles de Madonna
Bitch I'm Madonna
(2015) Medellín
(2019)
Pistes de Rebel Heart
Bitch I'm Madonna
(6) Joan of Arc
(8)
Hold Tight est une chanson du 13e album studio de Madonna, Rebel Heart, dont elle est la septième piste.

## Enregistrement et composition
« Hold Tight » a été écrit et produit par Madonna, avec des écrits supplémentaires de Diplo, Toby Gad, MoZella, Ariel Rechtshaid et MNEK. Ce dernier a également fourni des chœurs. Demacio « Demo » Castellon et Nick Rowe étaient les ingénieurs de la chanson, tandis que Castellon et Mike Dean ont fait le mixage de la chanson. Un enregistrement supplémentaire a été réalisé par Angie Teo, tandis que le montage supplémentaire de Pro Tools a été effectué par Ron Taylor. « Hold Tight » a été enregistré dans quatre endroits différents: The Ritz (Moscou), Grand Marina Hotel (Barcelone) et Patriot Studios (Denver, Colorado / Venise, Californie).
MNEK, qui a co-écrit et fourni les chœurs sur le morceau, s’est souvenu qu’il travaillait avec le duo anglais Gorgon City en 2014, quand ils l’ont recommandé à Diplo, pour travailler sur Rebel Heart. Ensemble, ils ont commencé avec une idée pour « Hold Tight », et Madonna a adoré. Après avoir terminé l’écriture des paroles, elle a invité MNEK au studio d’enregistrement pour terminer sa production. Le rappeur était satisfait du résultat et a décrit les sessions comme « cool » et s’est souvenu que Madonna lui avait donné des bonbons au beurre de cacahuète au chocolat en studio.
« Hold Tight » est une ballade pop et électro midtempo « réfléchissante et sombre »,,, ayant des claviers atmosphériques, des tambours militaires et des fioritures d’électronique pastel comme instrumentation principale,,. Son refrain « tribal » « galope euphoriquement sur un arpège scintillant, choisi par un sifflet Juno », qui, selon Amy Pettifer de The Quietus,« rappelle Running Up That Hill de Kate Bush ». John Marrs de Gay Times, a noté que les synthés de la chanson rappellent « Forbidden Love » de Confessions on a Dance Floor et les « instrumentaux euphoriques » du groupe d’electronica britannique Faithless.
Sur le plan lyrique, la chanson parle de s’accrocher et d’être forte, Madonna chantant sur le fait d’être « meurtrie et meurtrie ». Pour Adam R. Holz de Plugged In, la chanson imprègne le même contenu lyrique de Living for Love, tandis que Pettifer a noté qu’il s’agit « d’un hymne galvanisant de survie épaule à épaule qui est collectif et communautaire, plutôt qu’intime et romantique ».

## Réponse critique
- Joe Lynch de Billboard, a décrit la chanson comme « une piste immédiatement familière avec un refrain épique et saisissant »[12].
- Lewis Corner de Digital Spy, a mis l’accent sur « l’espace que la voix de Madonna est donnée pour briller – quelque chose que nous aimerions entendre plus souvent »[5].
- Lauren Murphy de The Irish Times, l’a  décrite comme une chanson « pop old-school » et l’a choisie comme une piste remarquable[13], tandis que John Marrs de Gay Times,Gay Times a affirmé que « la piste mid-tempo soutenue par une basse sale ressemble peu à la démo piétonne clairsemée », notant également que « lorsque la mélodie est luxuriante comme celle-ci, elle pourrait chanter une recette du livre de cuisine de Mary Berrypour autant que nous nous en soucions »[9].
- Amy Pettifer de The Quietus, le voyait comme « Whenever, Wherever de Shakira, vu à travers la lentille trouble d’une génération perdue »[8].
- Sam C. Mac de Slant Magazine, l’a qualifié de « remplissage d’album parfaitement acceptable : une pop inoffensive et lyriquement platitudine qui se transforme brièvement en quelque chose d’excitant lorsqu’elle menace de devenir un piétinement gospelisé ». Cependant, Mac a noté que « il ne serait pas particulièrement lamentable si ce n’était du fait qu’il y a tellement de meilleurs choix pour l’édition standard de l’album qui ont été relégués aux pistes bonus »[14].
- Ludovic Hunter-Tilney du Financial Times, l’a qualifiée de « ballade terne »[10], tandis que pour Saeed Saeed de The National, la chanson « est la première de quelques pistes qui auraient dû être coupées », critiquant ses « claviers atmosphériques » pour être « induisant le sommeil »[7].
- Evan Sawdey de PopMatters, l’a nommé l’un des « jams oubliables » et un « thump générique » de l’album[15], tandis que Lydia Jenkins du New Zealand Herald, a estimé que « Hold Tight » a « si peu de substance [que] il semble faux de l’appeler une chanson »[16].

## Performances dans les charts
Après sa sortie numérique le 9 février 2015 en tant que « instant grat » pour avoir pré-commandé l’album, « Hold Tight » est entré dans les charts de plusieurs pays.
Au Royaume-Uni, la chanson n’a pas pu entrer dans le UK Singles Chart, mais elle a atteint le numéro 97 sur son classement de téléchargement. Il s’est également classé à la 92e place du classement des singles compilé par le Syndicat National de l’Édition Phonographique en France. « Hold Tight » a eu des entrées dans le top 40 en Espagne et en Hongrie,, ainsi que dans les charts numériques de Finlande et de Suède,.

## Crédits et personnel

### Gestion
- Webo Girl Publishing, Inc. (ASCAP) / Songs Music Publishing, LLC o/b/o I Like Turtles Music, Songs of SMP (ASCAP) / EMI April Music, Inc. et Mo Zella Mo Music (ASCAP).
- Atlas Music Publishing o/b/o lui-même et Gadfly Songs (ASCAP) / Digital Teddy Ltd. (Copyright Control) (PRS) / Jack Russell Music Limited (PRS).
- Enregistré au Ritz (Moscou), au Grand Marina Hotel (Barcelone) et aux Patriot Studios (Denver, Colorado / Venise, Californie).
- MNEK apparaît avec l’aimable autorisation de Virgin EMI Records, une division d’Universal Music Operations.

### Personnel
- Madonna – chant, auteur-compositeur, producteur
- Diplo – auteur-compositeur
- MoZella – auteur-compositeur
- Toby Gad – auteur-compositeur
- Ariel Rechtshaid – auteur-compositeur
- Jimmy Austin – auteur-compositeur
- MNEK – auteur-compositeur, chœurs
- Demacio « Demo » Castellon – ingénieur, mixeur audio, enregistrement
- Mike Dean – mixeur audio
- Nick Rowe – ingénieur du son
- Angie Teo – enregistrement additionnel
- Ron Taylor – Outils Professionnels

Personnel adapté du site officiel de Madonna.